# Un cadeau pour Staline
Pour plus de détails, voir Fiche technique et Distribution.
Un cadeau pour Staline (Подарок Сталину, Podarok Stalinou) est un film du réalisateur kazakh Rustem Abdrachev, sorti en 2008.

## Synopsis
Nous sommes  en 1949 au Kazakhstan alors que l'URSS s'apprête à fêter les 70 ans de Joseph Staline. Ce qui n'empêche pas la répression et les déportations d'opposants de continuer. Dans un train de déportés vers le Kazakhstan meurt un vieil homme juif. Son petit-fils Sacha s'échappe du train aux côtés de sa dépouille, dissimulé parmi les cadavres. Il est recueilli par Kasym, un vieux garde-voie kazakh qui, pour le dissimuler aux yeux des autorités, le renomme Sabyr. Dans le village le long de la voie ferrée vivent en paix des gens d'origines très différentes. Mais le pressentiment d'une tragédie imminente est bien là.
Le cadeau pour Staline c'est à la fois le cadeau que le petit Sacha-Sabyr veut offrir au « Petit Père des peuples » dans l'espoir qu'il lui permette de retrouver ses parents et le cadeau terrible que prépare l'Union Soviétique à son leader : une explosion atomique expérimentale dans les plaines du Kazakhstan.

## Fiche technique
- Musique : Kuat Childebayev
- Photographie : Khasanbek Kydyraliev
- Montage : Sylvain Coutandin
- Format : Couleur - 35 mm

## Récompenses
Cyclo d'or au FICA de Vesoul en 2009.